# Дзевалтовский, Игнатий Леонович
Игна́тий Лео́нович Дзевялто́вский (пол. Ignacy Gintowt-Dziewałtowski), псевдоним — Ю́рин (пол. Yurin), (2 (14) июля 1888, Пликишки, Виленская губерния, Российская империя — 30 мая 1935, Варшава, Польская Республика) — польский революционер, участник Октябрьской революции. Третий министр иностранных дел Дальневосточной республики.

## Биография
Родился в 1888 году в дворянской семье. Окончил Виленское реальное училище. С 1903 года участвовал в революционном движении в Прибалтике и Польше. С 1908 — член Польской партии социалистов. Учился во Львовском политехническом институте и Петербургском психоневрологическом институте, но учёбы не окончил (окончил 4 курса естественного факультета).
29 сентября 1914 года зачислен в Павловское военное училище юнкером на правах вольноопределяющегося 1-го разряда и окончил 4-х месячный ускоренный курс училища. 1 февраля 1915 года произведен в прапорщики. Служил в лейб-гвардии Гренадерском полку: младший офицер запасного батальона лейб-гвардии Гренадерского полка (до августа 1915 года), младший офицер лейб-гвардии Гренадерского полка (с августа 1915 года), командир 14-й роты того же полка (в 1917 году). Награждён орденами Св. Анны 4-й ст. с надписью «За храбрость», Св. Станислава 3-й ст. с мечами и бантом, Св. Анны 3-й ст. с мечами и бантом. Штабс-капитан.

### Революция и Гражданская война
В марте 1917 года избран председателем полкового комитета лейб-гвардии Гренадерского полка и членом армейского комитета 11-й армии. В апреле 1917 года вступил в РСДРП(б), занимался революционной агитацией в войсках.
В Киеве слушалось дело известного большевика, штабс-капитана гвардейского гренадерского полка Дзевалтовского, обвинявшегося, совместно с 78 сообщниками, в отказе принять участие в наступлении, и в увлечении своего полка и других частей в тыл. Процесс происходил при следующей обстановке: в самом зале заседания присутствовала толпа вооруженных солдат, выражавшая громкими криками своё одобрение подсудимым; Дзевалтовский, по дороге из гауптвахты в суд, заходил вместе с конвоирами в местный Совет солдатских и рабочих депутатов, где ему устроена была овация; наконец, во время совещания присяжных, перед зданием суда выстроились вооруженные запасные батальоны, с оркестром музыки и пением "Интернационала". Дзевалтовский и все его соучастники были, конечно, оправданы. А. И. Деникин "Демократизация армии": управление, служба и быт.
В октябре 1917 — член Петроградского ВРК. С 26 октября (8 ноября) 1917 — комиссар Зимнего Дворца. C 27 октября (9 ноября) 1917 — заместитель командующего войсками Петроградского военного округа, член штаба по борьбе с мятежом Краснова-Керенского. С 16 (29) ноября 1917 — главный комиссар военно-учебных заведений Республики. В 1918 году — главный комиссар Управления военно-учебных заведений Всероссийского Главного Штаба. С октября 1918 — комиссар Всероглавштаба. В 1919 — председатель Центральной временной комиссии по борьбе с дезертирством, член реввоенсовета 12-й армии. В июне-августе 1919 — заместитель народного комиссара по военным и морским делам Украинской ССР. В августе-октябре 1919 — народный комиссар по военным и морским делам Украинской ССР.

### Деятельность в Сибири и на Дальнем Востоке
С октября 1919 по март 1920 года — помощник командующего Восточным фронтом, член реввоенсовета 5-й армии. В 1920 член Дальбюро ЦК РКП(б), военный министр Дальневосточной республики, министр иностранных дел Дальневосточной Республики. В этот период использовал псевдоним Игнатий Юрин. В августе 1920 — мае 1921 — дипломатический представитель ДВР в Китае. По согласованию с НКИД РСФСР в июне 1920 года в Китай была послана из столицы ДВР Верхнеудинска (ныне Улан-Удэ) дипломатическая миссия во главе с Дзевалтовским. Он предложил установить консульские отношения между Китаем и ДВР, заключить торговый договор и решить проблему КВЖД. Однако миссия в Пекине была принята только в качестве торговой делегации. В период пребывания в Пекине неоднократно встречался там с Бертраном Расселом, которому оказал моральную и материальную поддержку во время и после тяжелой болезни британского философа.
С января 1922 — уполномоченный Народного комиссариата рабоче-крестьянской инспекции РСФСР на Юго-Востоке (в Ростове). С апреля 1922 по март 1923 — член Экономического Совета Юго-Востока РСФСР, затем до мая 1924 — заместитель председателя Правления Российского общества добровольного воздушного флота. В 1924 — представитель Исполнительного Комитета Коммунистического интернационала при Болгарской коммунистической партии. В марте — сентябре 1925 — резидент Разведывательного управления Штаба РККА в Прибалтике. В сентябре 1925 бежал в Польшу.

### Жизнь в Польше
В издаваемой в Вильно газете «Слово» (главный редактор Станислав Мацкевич), которая считалась печатным органом монархистов, консерваторов и литовских землевладельцев, связанных с национальным правым блоком, в номере 260 за 13 ноября 1925 года, на второй странице была напечатана небольшая статья, которая содержала информацию: в сентябре того самого 1925 года в Вильно (ныне Вильнюс) прибыл бывший революционер Игнатий Гинтовт-Дзевалтовский. Обескураженный и разочарованный в коммунистических идеалах, он решил отказаться от своей прежней деятельности и после посещения Германии и Австрии счел нужным вернуться в Польшу. Административные органы выдали ему как «политическому беженцу» разрешение на временное пребывание в Вильно с испытательным сроком. Он поселился у родственников — отец Игнатия служил чиновником в Виленском магистрате.
В 1926 году также в газете «Слово», в номерах 192 и 193 за август, появилось пространное, состоящее из двух частей интервью с Игнатием Гинтовтом-Дзевалтовским, озаглавленное «Из воспоминаний бывшего комиссара». Интервьюер подписался инициалами E. Sch. Статья включает воспоминания Дзевалтовского о встречах с Керенским, Лениным, Дзержинским. Интервью проводилось в середине 1926 года в Вильно, где Игнатий Гинтовт-Дзевалтовский проживал уже несколько месяцев.
Через восемь месяцев после размещения интервью с Игнатием Гинтовтом-Дзевалтовским в виленском «Слове» он появился в Люблине, где с 14 апреля 1927 г. работал по контракту в управлении воеводства чиновником VIII класса.
Согласно данным раздела «Кадровые изменения» из «Официального журнала Люблинского воеводства» от 24 февраля 1928 г., в начале января того же года Игнатий Гинтовт-Дзевалтовский был переведен в Варшаву, где стал работать в местном воеводском управлении. Кроме того, в период с 1 апреля по 1 июля 1930 года он занимал должность начальника отдела экономики и права Варшавского института научных исследований проблем эмиграции и колонизации. Будучи преподавателем этого института, проводил в рамках изучения миграционно-колониальных проблем двухчасовые лекции на тему «Поляки в послевоенной России».
Перед парламентскими выборами в ноябре 1930 г. Игнатий Гинтовт-Дзевалтовский был одним из тех, кто подписал так называемое «первое важное обращение» организации политической поддержки маршала Юзефа Пилсудского — Беспартийного блока сотрудничества с правительством, опубликованное в национальной прессе. Здесь он выступил как председатель варшавской фракции Сообщества государственных чиновников.
Работа Игнатия Гинтовта-Дзевалтовского в варшавском воеводском управлении была связана с краеведением и туризмом. В 1929 г. он исполнял обязанности секретаря Варшавского воеводского регионального комитета. Через несколько лет получил титул советника.
Игнатий Гинтовт-Дзевалтовский принимал участие в большом количестве конференций и съездов, в том числе в Первом общепольском конгрессе краеведов в Познани (12-13 июля 1929 г.), являясь, согласно протоколу заседаний, представителем варшавского воеводы и воеводского регионального комитета. На конгрессе зачитал реферат «Краеведение в государственной и общественной жизни». Он также был автором нескольких работ, посвященных краеведческой тематике, туризму и региональным исследованиям, которые печатались в журнале «Materiały Monograficzne (Województwa Warszawskiego)» («Монографии (Варшавское воеводство)»). В 1930 г. опубликовал в томе VI две статьи: «Metodyka monograficznych opisów letnisk i osiedli» («Методика монографических описаний зон отдыха и поселков») и «Turystyka na terenie województwa warszawskiego» («Туризм на территории Варшавского воеводства»).
В этот период Игнатий Гинтовт-Дзевалтовский увлекся деятельностью, связанной с так называемым «шопеновским движением», направленным на сохранение памяти о великом польском композиторе и популяризацию его творчества среди населения. Он активно участвовал в организации образованного в 1932 г. Комитета дней Шопена, а в 1933 г. был генеральным секретарем этого Комитета. Следует особо отметить его самоотверженную работу по восстановлению парка в Желязовой-Воле, где родился композитор. Инициатор воссоздания мемориального усадебно-паркового комплекса и автор проекта парка известный архитектор профессор Франтишек Кживда-Польковский в своих воспоминаниях, опубликованных в периодическом издании «Шопен» (№ 1 от 1937 г.), писал: «Первые вступительные работы, включающие в себя обмеры и исследование существующего состояния, начались ещё осенью 1931 года. Тогда мы первый раз прибыли в Желязову-Волю с покойным ныне советником Гинтовтом-Дзевалтовским…». С это времени начались широкомасштабное строительство, реставрация и деятельность, связанная с обновлением сильно поврежденной растительности. Работы длились вплоть до 1934 года. Средства поступали как из государственных учреждений, так и из общенациональных фондов. «В сборе средств неутомимым был покойный советник Игнатий Гинтовт-Дзевалтовский, что считаю своим долгом здесь подчеркнуть, ибо только я, который постоянно с ним сталкивался, могу это засвидетельствовать, чтобы таким образом выразить свою признательность этому необычайно культурному человеку; потому что он не только вкладывал душу, но и жертвенно надрывал здоровье, постоянно до поздней ночи, до упада занимаясь делами Комитета дней Шопена».
Игнатий Гинтовт-Дзевалтовский «после долгих и мучительных страданий» умер в Варшаве 30 мая 1935 года в городской инфекционной больнице Святого Станислава. Запись об этом сделана в книге записей актов о смерти от 1935 года варшавского католического прихода имени Святого Станислава под номером 327. Вот текст этого документа:
«Произошло в Варшаве в приходе Святого Станислава Епископа Мученика дня третьего июня тысяча девятьсот тридцать пятого года в десятом часу утра. Явились совершеннолетние Юзеф Знаминьски и Казимеж Ясиньски, санитары больницы Святого Станислава, проживающие там же, и заявили, что тридцатого мая текущего года в больнице Святого Станислава умер Игнатий Гинтовт-Дзевалтовский, сорока семи лет, холостой, чиновник, рождённый в Пликишках земли Виленской, сын Людвига и Гелены супругов Гинтовтов-Дзевалтовских. По освидетельствованию смерти Игнатия Гинтовта-Дзевалтовского этот акт был явившимся прочитан и нами подписан.
Ксендз Г. Лукомски»
Погребение умершего состоялось на Брудновском кладбище в Варшаве 4 июня 1935 года в 10.00, он был похоронен в семейной усыпальнице.